# Gösta Fougstedt
Carl Gösta Fougstedt, född 16 juli 1906 i Malmö, död 1975, var en svensk målare och tecknare.
Han var son till grosshandlaren Sven Fougstedt och Allyh Österling och från 1934 gift med Anna Fougstedt. Han vistades i Argentina 1926–1928 och hans tidiga konst har motiv hämtade därifrån men han har med hjälp av skisser och teckningar långt senare målat Argentinamotiv. Separat ställde han ut första gången på Louis Hahnes konstsalong i Stockholm 1947 och tillsammans med Göran Strååt ställde han ut i Norrköping 1951, han medverkade i ett stort antal samlingsutställningar. Hans konst består av Argentinamålningar, strandbilder och interiörer, som tecknare medverkade han i svenska och sydamerikanska tidningar. Han var medlem i Konstnärernas Samarbetsorganisation. Makarna Fougstedt är begravda på Sankt Pauli mellersta kyrkogård i Malmö.